# Stubalpe
Die Stubalpe ist ein Bergzug in der Steiermark (Österreich) und gehört zu den Lavanttaler Alpen beziehungsweise dem Steirischen Randgebirge. Höchster Gipfel ist der Rappoldkogel (1928 m ü. A.)

## Zum Begriff, Lage und Landschaft
Die Stubalpe im engeren Sinn erstreckt sich als etwa 22 Kilometer langer Zug der Lavanttaler Alpen zwischen Köflach im Südosten und Weißkirchen am Südrand des Aichfelds im Oberen Murtal. Der Hauptkamm des Steirischen Randgebirgs verläuft quer dazu, durch den Gaberlpass (1547 m ü. A.) ist die Stubalpe mit der Gleinalpe im Osten verbunden.
Die Stubalpe wird teils als Untergruppe der Packalpe im Südwesten verstanden, teils neben dieser gesehen, teils ist Stubalpe der Oberbegriff. Im ersteren Fall ist sie mit der Packalpe durch den Hirschegger Sattel verbunden. 
In der Landschaftsgliederung der Steiermark haben Stub- und Packalpe (Stubalpe) die Nummer R.3, die Packalpe als Untergruppe die Nummer R.3a und diese wird speziell südlich des Peterer Sattels, dem Spitz der Kärntner Landesgrenze, gesehen. Die Ostgrenze zur Gleinalpe (R.4) wird hierbei an der Tiefenlinie Rachaugraben – Stierkreuz (1485 m ü. A. – Schrottgraben zwischen Graden und Knittelfeld (nahe Oskar-Schauer-Sattelhaus) festgelegt. In der Gebirgsgruppengliederung nach Trimmel werden Stub- und Gleinalpe (Nr. 2780) und Kor- und Packalpe (Nr. 2770) beiderseits des Hirscheggersattels unterschieden. Die Stubalpe selbst gliedert sich dann (aus hydrographischen Gründen am Hauptkamm getrennt) in Stubalpe Nord (2785) und Gebiet zwischen Teigitsch und Gradenbach (Nr. 2781), wobei das noch die südöstliche Gleinalm ab dem Gleinalmsattel (1586 m ü. A.) zwischen St. Magarethen und Übelbach umfasst, einschließlich der Vorberge südlich von Köflach bis Gaisfeld, die auch schon zum Weststeirischen Hügelland gerechnet werden.

## Geschichte
Der Name Stubalpe wird davon abgeleitet, dass an den Grenzen der Grundherrschaften, die an den Gebirgsübergängen vom Grazer Becken in das obere Murtal beim Gaberl etc. lagen, Raststellen mit Stuben vorhanden waren, in denen sich die Reisenden erholen und wärmen konnten.

## Erschließung
Über die Stubalpe führen die Landesstraße B77 Gaberl Straße und die Gemeindestraßen Maria Lankowitz – Altes Almhaus – Gaberl und Hirschegg – Salzstiegel/Hirscheggsattel – Weisskirchen.

### Hütten und Wege
Der Raum Stubalpe zählt zu den traditionsreichsten Ausflugsgebieten der Steiermark. Hier befinden sich Wochenendsiedlungen und mit Altem Almhaus am Wölkerkogel und Salzstiegelhaus am Hirscheggersattel zwei Schutzhütten. Der Nord-Süd-Weitwanderweg 05 führt den Hauptgrat entlang.
Außerdem befindet sich am Gaberl ein kleines Schigebiet.

### Windenergie-Vorrangzone Gaberl
Südlich des Gaberlpasses steht seit 2006 ein Windpark Gaberl mit 2 Anlagen mit 1,2 MW Gesamt-Nennleistung, der für die Stadtwerke Köflach betrieben wird.
Die ganze Gipfelflur der Stubalpe wurde im Entwicklungsprogramm für den Sachbereich Windenergie (Sapro Windenergie) 2013 als Vorrangzone Gaberl zum weiteren Ausbau ausgewiesen. 
Sie ist eine der wenigen Bergregionen der Steiermark, in denen ein umfangreicherer Ausbau wirtschaftlich und landschaftsverträglich zielführend erscheint. 
Die Zone umfasst den Grat von südwestlich des Hirschegger Sattels bis zu den vorhandenen Windkraftanlagen sowie die Grate am Wölkerkogel (1706 m ü. A.) ostwärts bis Ochsenstand und südwärts bis zum Sprengerkogel (1706 m ü. A.) oberhalb Piber. Sie umfasst Höhen von 1400 bis 1700 m und ist mit 8,2 km² die weitaus größte Planungszone für Windenergie in der Steiermark.
Die Zone fällt in die Gemeinden Weißkirchen, Lobmingtal, Maria Lankowitz und Hirschegg-Pack. Gipfelregion und Nordgrat des Rappoldkogels und der Brandkogel (1648 m ü. A.) östlich Altem Almhaus sind hingegen als wichtige Wanderberge Sperrzone.